# 大森 (名古屋市)

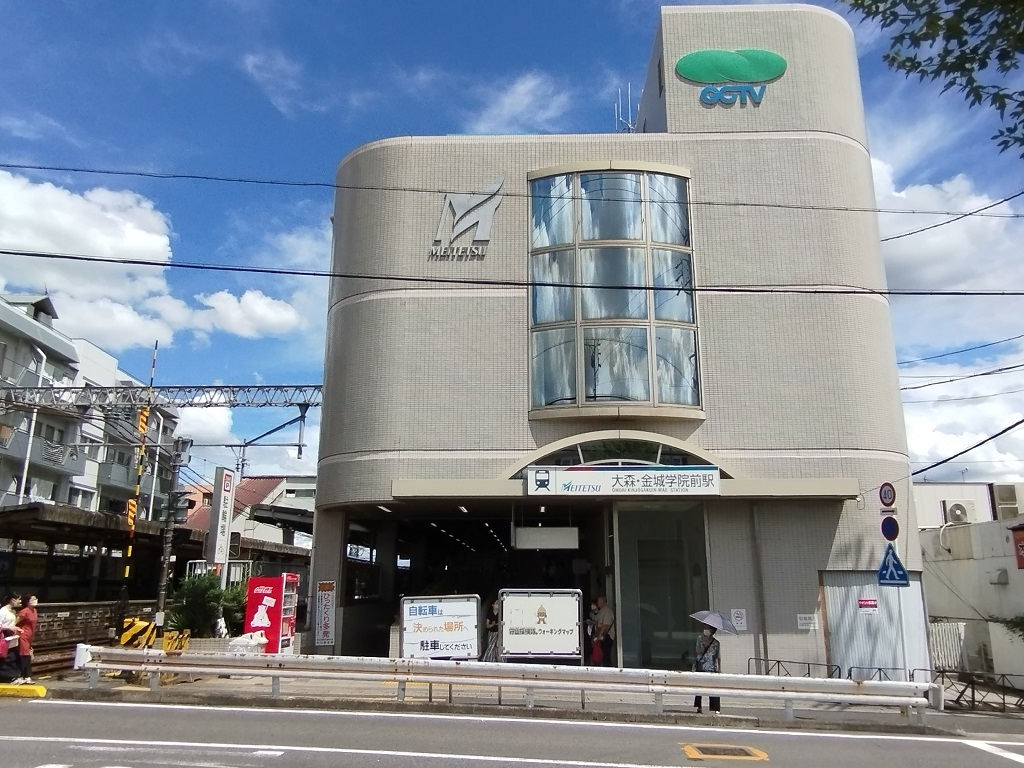
名鉄瀬戸線 大森・金城学院前駅

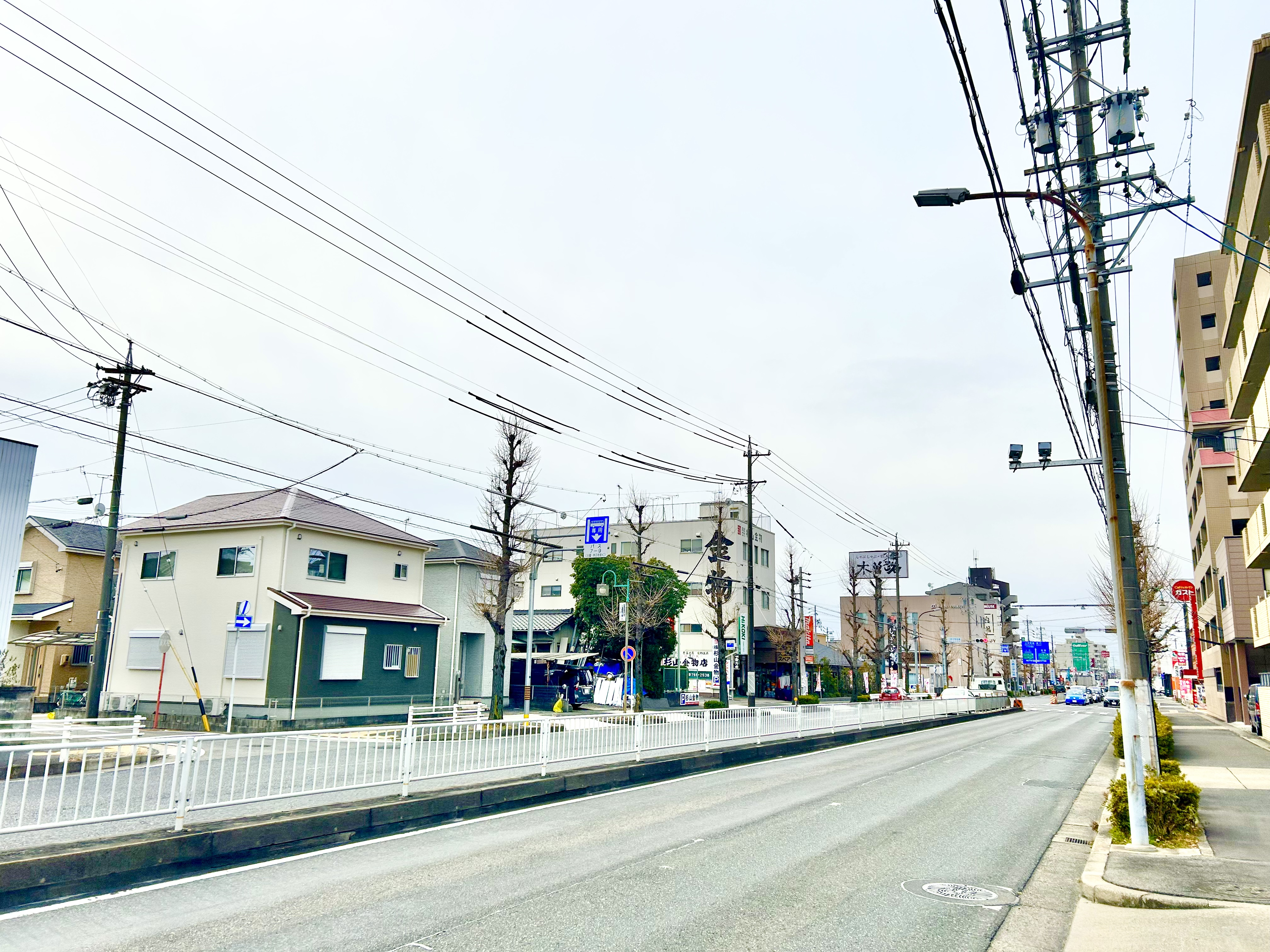
大森地区を通る千代田街道

大森（おおもり）は、愛知県名古屋市守山区の町名。現行行政地名は大森一丁目から大森五丁目。住居表示未実施。

## 地理
名古屋市守山区東部に位置し、東は尾張旭市印場元町・印場元町北山、西は薮田町、南は元郷一 - 二丁目・八剣一 - 二丁目、北は弁天が丘および尾張旭市霞ケ丘町南・霞ケ丘町中、北西は翠松園二丁目に接する。

### 河川
- 隅除川

## 歴史
※ 大森城 (尾張国)も参照されたし。

### 飛鳥時代
- 676年（白鳳5年） - 大森地区（尾張国山田郡）に悠紀斎田が定められ、秋新嘗祭に米を献上[WEB 6]。

### 奈良時代
- 752年（天平宝勝2年） - 大森地区が東大寺領になる。
- 793年（延暦12年） - 八剣神社が建立。

### 平安時代
- 860年（貞観2年） - 大森地区に正宗庵（現在の法輪寺）が建立。

### 戦国時代
- 1467年（応仁元年） - 矢田川の水利権争いの砂川合戦が起こり、大森城が焼失[WEB 7]。

### 江戸時代
- 1637年（寛永14年） - 徳川光友が、生母である乾の方（歓喜院）の菩提を弔う為、江戸の伝通院内に創建した大森寺を乾の方の出身地である大森に移す。
- 1682年（天和2年） - 大森垣外村の神明社を再興。

### 近代（明治時代以降）
- 1874年（明治7年） - 法輪寺の「衆寮堂」を校舎として開校。現在の名古屋市立大森小学校。
- 1876年（明治9年）2月12日 - 守山区で最も古い大森郵便局開設[WEB 8][WEB 9]。
- 1945年（昭和20年） - 米軍による空襲被害発生。
- 1948年（昭和23年）1月5日 - 10時15分頃に、大森・金城学院前駅（当時は大森駅）東側のカーブにて名鉄瀬戸線史上最悪の脱線事故が発生（名鉄瀬戸線脱線転覆事故）。
- 1950年（昭和25年） - 金城学院大学が現在地に移転。
- 1975年（昭和50年） - 大森中学校が開校。

### 町名の由来
『尾張国地名考』の大森村の項では正字としており、かつて大きな森があったことによる命名とみられる。

## 沿革
東春日井郡大森村を前身とする。

### 大字大森
- 1889年（明治22年）10月1日 - 町村制施行・合併に伴い、東春日井郡大森村大字大森となる[1]。
- 1906年（明治39年）7月16日 - 大森村が二城村・高間村・小幡村と合併し、守山町大字大森となる[1]。
- 1954年（昭和29年）6月1日 - 市制施行に伴い、守山市大字大森となる[1]。
- 1963年（昭和38年）2月15日 - 名古屋市へ編入し、同市守山区大字大森となる[1]。
- 1982年（昭和57年）12月19日 - 一部が向台一 - 三丁目・原境町・天子田一 - 四丁目となる[4]。
- 1984年（昭和59年）11月25日 - 一部が大森一 - 五丁目・弁天が丘・八剣一 - 二丁目・今尻町・脇田町・元郷一 - 二丁目・薮田町となる[1][4]。
- 1987年（昭和62年）11月24日 - 一部が森孝一・三丁目となる[4]。
- 1996年（平成8年）11月25日 - 一部が喜多山一 - 二丁目となる[5]。
- 2004年（平成16年）10月25日 - 残部が大森八龍一 - 二丁目・御膳洞となり廃止[WEB 10][6]。

※ なお、大森北は大字大森ではなく、大字吉根の一部より成立した町名である。

### 大森
- 1984年（昭和59年）11月25日 - 守山区大字大森の一部より同区大森一・三 - 五丁目が、大字大森・小幡の各一部より大森二丁目が成立[1]。

## 世帯数と人口
2019年（平成31年）4月1日現在の世帯数と人口は以下の通りである。
| 丁目       | 世帯数    | 人口    |
| ---------- | --------- | ------- |
| 大森一丁目 | 564世帯   | 1,286人 |
| 大森二丁目 | 461世帯   | 1,003人 |
| 大森三丁目 | 298世帯   | 602人   |
| 大森四丁目 | 701世帯   | 1,576人 |
| 大森五丁目 | 592世帯   | 1,285人 |
| 計         | 2,616世帯 | 5,752人 |

### 人口の変遷
国勢調査による人口の推移
| 1995年（平成7年）  | 6,217人 | [ WEB 11 ] |  |
| 2000年（平成12年） | 6,222人 | [ WEB 12 ] |  |
| 2005年（平成17年） | 6,148人 | [ WEB 13 ] |  |
| 2010年（平成22年） | 6,128人 | [ WEB 14 ] |  |
| 2015年（平成27年） | 5,876人 | [ WEB 15 ] |  |

## 学区
市立小・中学校に通う場合、学校等は以下の通りとなる。また、公立高等学校に通う場合の学区は以下の通りとなる。
| 丁目       | 番・番地等 | 小学校                 | 中学校               | 高等学校 |
| ---------- | ---------- | ---------------------- | -------------------- | -------- |
| 大森一丁目 | 全域       | 名古屋市立大森小学校   | 名古屋市立大森中学校 | 尾張学区 |
| 大森二丁目 | 全域       | 名古屋市立大森小学校   | 名古屋市立大森中学校 | 尾張学区 |
| 大森三丁目 | 全域       | 名古屋市立大森小学校   | 名古屋市立大森中学校 | 尾張学区 |
| 大森四丁目 | 全域       | 名古屋市立大森小学校   | 名古屋市立大森中学校 | 尾張学区 |
| 大森五丁目 | 全域       | 名古屋市立大森北小学校 | 名古屋市立大森中学校 | 尾張学区 |

## 施設
- 金城学院大学
- 金城学院幼稚園
- 大森保育園
- 五反田公園
- 名古屋市立大森小学校
- 名古屋市立大森中学校
- 八剣神社
- 法輪寺
- 名古屋大森郵便局
- あいち銀行大森支店
- 瀬戸信用金庫大森支店

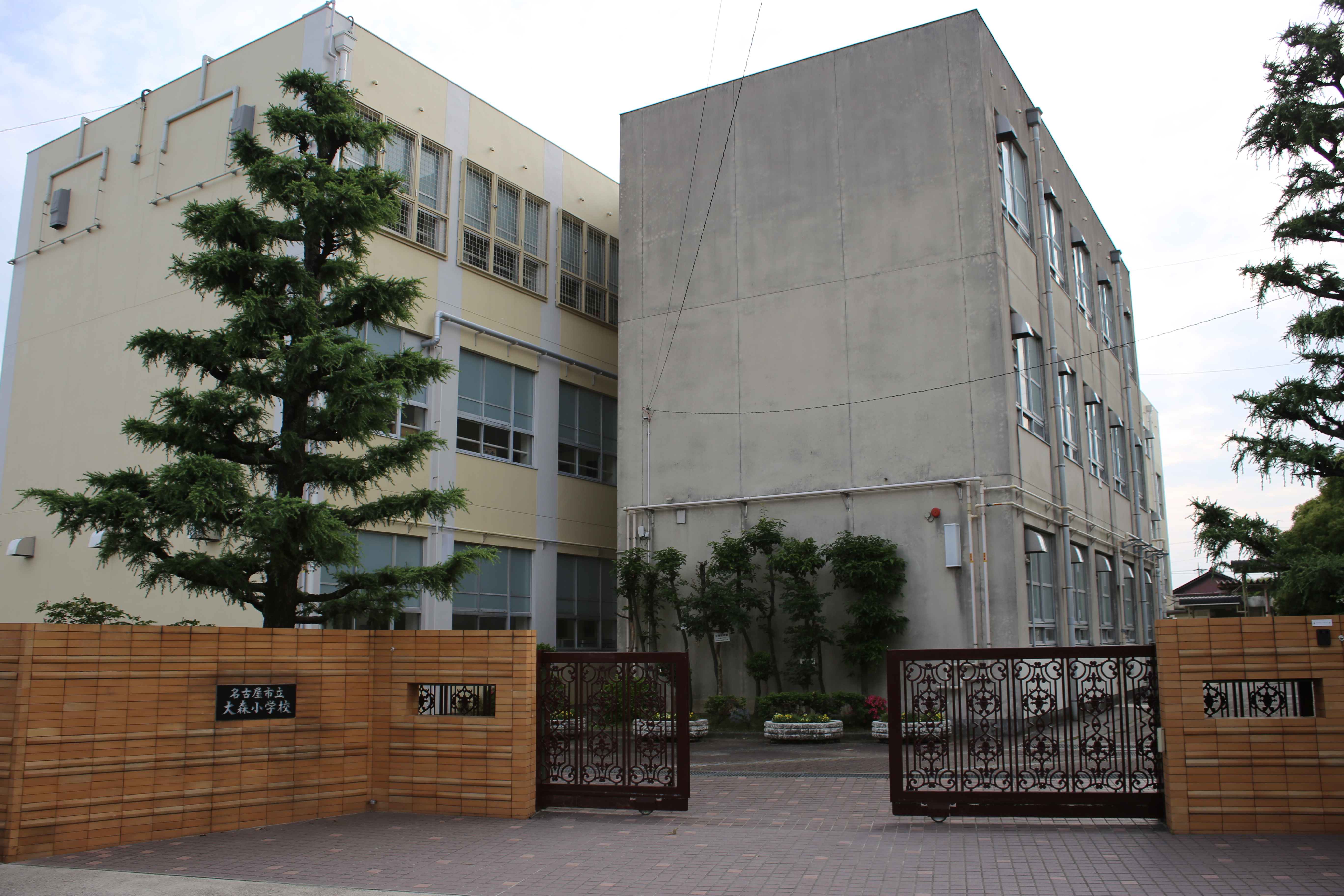
名古屋市立大森小学校（2016年5月）
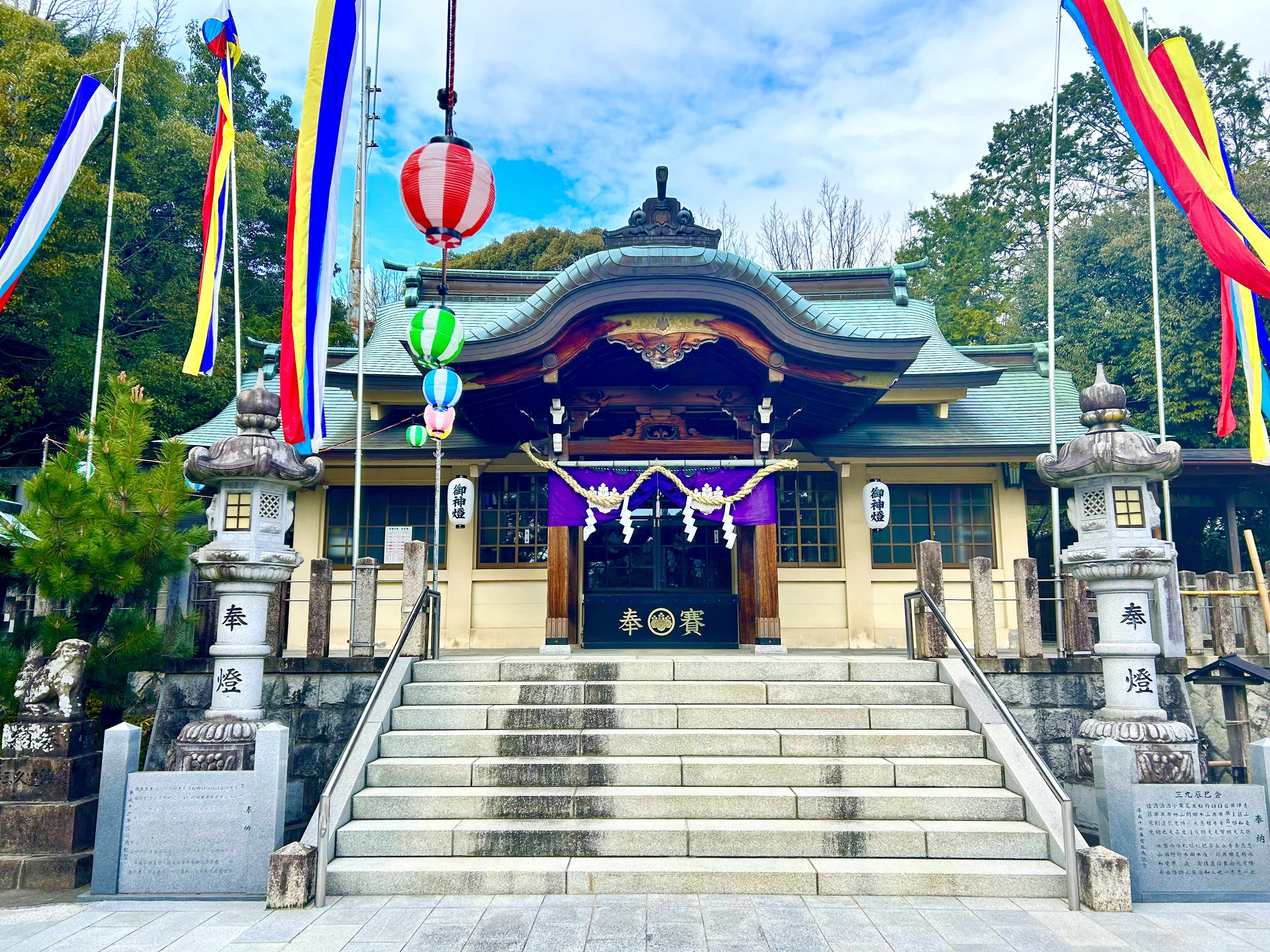
八剣神社本殿（2022年12月）

## 交通

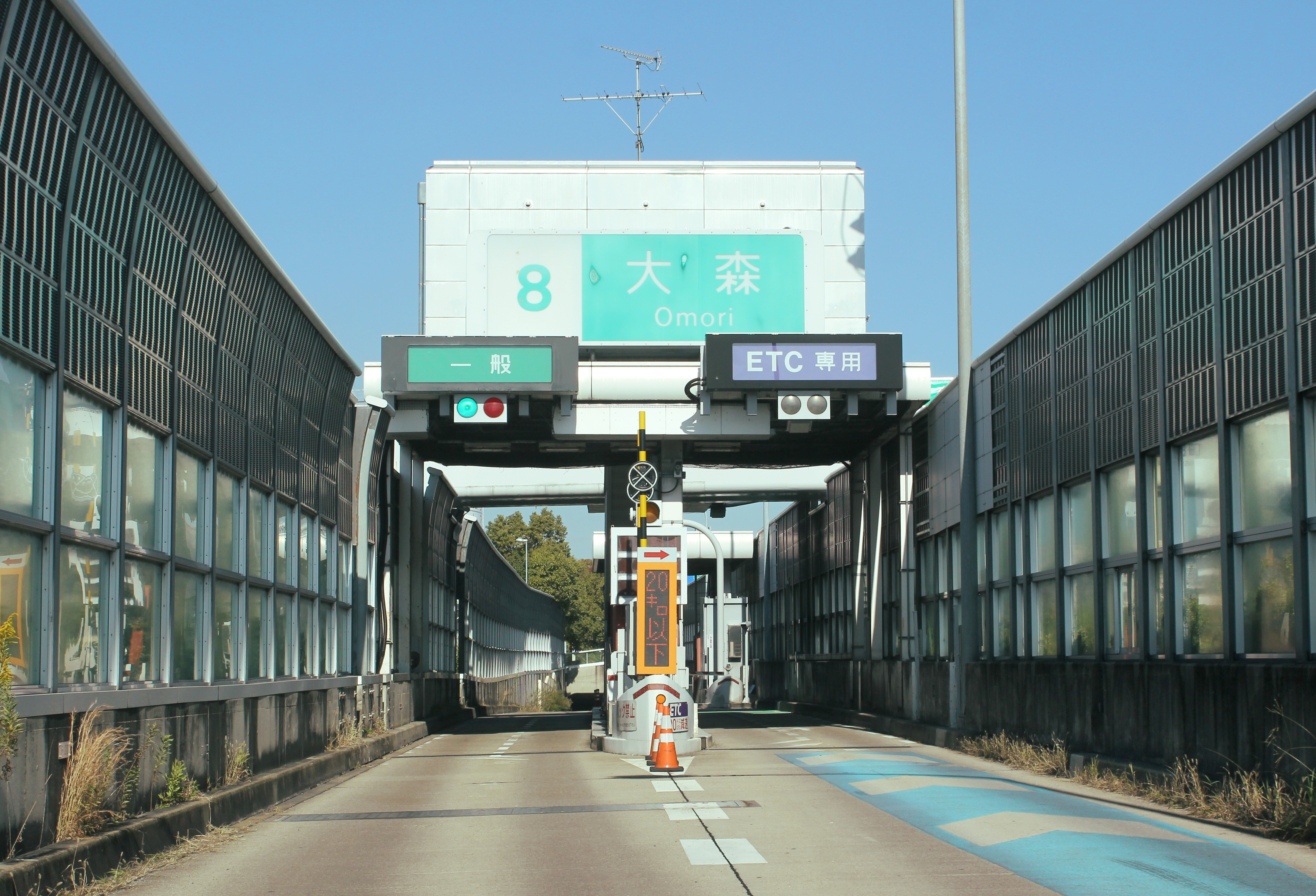
大森IC（2015年11月）

### 鉄道
名古屋鉄道（名鉄）
■ 瀬戸線 大森・金城学院前駅

### 路線バス
名古屋市営バス
- 大森 停留所
- 大森住宅 停留所
- 大森口 停留所
- 薮田 停留所
- 大森四丁目 停留所
- 大森車庫 停留所

### 道路
- 国道302号（名古屋環状2号線）
- 愛知県道59号名古屋中環状線
- 愛知県道61号名古屋瀬戸線（瀬戸街道）
- 千代田街道
- 名古屋第二環状自動車道 大森IC[注釈 1]

## その他

### 日本郵便
- 郵便番号 : 463-0021[WEB 3]（集配局：守山郵便局[WEB 18]）。